# E-Prix de Buenos Aires de 2017
El e-Prix de Buenos Aires de 2017, oficialmente 2016-17 FIA Formula E Buenos Aires ePrix, es una carrera de monoplazas eléctricos del campeonato de la FIA de Fórmula E que transcurrió el 18 de febrero de 2017 en el Circuito callejero de Puerto Madero en Buenos Aires, Argentina.
Sébastien Buemi se quedó con el triunfo -el tercero al hilo en esta temporada- con un tiempo de 45:45.623 seguido de Jean-Éric Vergne a 2.996s y Lucas di Grassi a 6.921s.

## Entrenamientos libres
Todos los horarios corresponden al huso horario local (UTC-3).

### Primeros libres
| Hora de inicio 8:00 - Hora de finalización 8:45 |     |                        |                                |          |            |         |
| Pos.                                            | N.º | Piloto                 | Equipo                         | Tiempo   | Diferencia | Vueltas |
| 1                                               | 37  | José María López       | DS Virgin Racing               | 1:09.431 | –          | 16      |
| 2                                               | 25  | Jean-Éric Vergne       | Techeetah                      | 1:09.959 | +0.528     | 21      |
| 3                                               | 20  | Mitch Evans            | Panasonic Jaguar Racing        | 1:10.111 | +0.680     | 21      |
| 4                                               | 9   | Sébastien Buemi        | Renault e.Dams                 | 1:10.305 | +0.874     | 17      |
| 5                                               | 2   | Sam Bird               | DS Virgin Racing               | 1:10.371 | +0.940     | 14      |
| 6                                               | 19  | Felix Rosenqvist       | Mahindra Racing Formula E Team | 1:10.512 | +1.081     | 21      |
| 7                                               | 8   | Nicolas Prost          | Renault e.Dams                 | 1:10.529 | +1.098     | 16      |
| 8                                               | 23  | Nick Heidfeld          | Mahindra Racing Formula E Team | 1:10.756 | +1.325     | 20      |
| 9                                               | 11  | Lucas di Grassi        | ABT Schaeffler Audi Sport      | 1:10.792 | +1.361     | 19      |
| 10                                              | 88  | Oliver Turvey          | NextEV NIO                     | 1:10.883 | +1.452     | 19      |
| 11                                              | 3   | Nelson Piquet, Jr.     | NextEV NIO                     | 1:10.980 | +1.549     | 22      |
| 12                                              | 6   | Loïc Duval             | Faraday Future Dragon Racing   | 1:11.076 | +1.645     | 15      |
| 13                                              | 27  | Robin Frijns           | Andretti Formula E Team        | 1:11.229 | +1.798     | 15      |
| 14                                              | 28  | António Félix da Costa | Andretti Formula E Team        | 1:11.329 | +1.898     | 10      |
| 15                                              | 4   | Stéphane Sarrazin      | Venturi Formula E Team         | 1:11.435 | +2.004     | 18      |
| 16                                              | 7   | Jérôme d'Ambrosio      | Faraday Future Dragon Racing   | 1:11.585 | +2.154     | 18      |
| 17                                              | 47  | Adam Carroll           | Panasonic Jaguar Racing        | 1:11.588 | +2.157     | 19      |
| 18                                              | 66  | Daniel Abt             | ABT Schaeffler Audi Sport      | 1:11.617 | +2.186     | 14      |
| 19                                              | 33  | Ma Qing Hua            | Techeetah                      | 1:12.316 | +2.885     | 21      |
| 20                                              | 5   | Maro Engel             | Venturi Formula E Team         | 1:12.362 | +2.931     | 17      |

### Segundos libres
| Hora de inicio 10:30 - Hora de finalización 11:00 |    |                        |                                |          |            |         |
| Pos.                                              | Nº | Piloto                 | Equipo                         | Tiempo   | Diferencia | Vueltas |
| 1                                                 | 2  | Sam Bird               | DS Virgin Racing               | 1:08.792 | –          | 17      |
| 2                                                 | 19 | Felix Rosenqvist       | Mahindra Racing Formula E Team | 1:08.957 | +0.165     | 15      |
| 3                                                 | 11 | Lucas di Grassi        | ABT Schaeffler Audi Sport      | 1:09.054 | +0.262     | 15      |
| 4                                                 | 9  | Sébastien Buemi        | Renault e.Dams                 | 1:09.127 | +0.335     | 15      |
| 5                                                 | 27 | Robin Frijns           | Andretti Formula E Team        | 1:09.166 | +0.374     | 16      |
| 6                                                 | 3  | Nelson Piquet, Jr.     | NextEV NIO                     | 1:09.213 | +0.421     | 17      |
| 7                                                 | 88 | Oliver Turvey          | NextEV NIO                     | 1:09.265 | +0.473     | 18      |
| 8                                                 | 25 | Jean-Éric Vergne       | Techeetah                      | 1:09.314 | +0.522     | 14      |
| 9                                                 | 8  | Nicolas Prost          | Renault e.Dams                 | 1:09.472 | +0.680     | 13      |
| 10                                                | 5  | Maro Engel             | Venturi Formula E Team         | 1:09.596 | +0.804     | 18      |
| 11                                                | 66 | Daniel Abt             | ABT Schaeffler Audi Sport      | 1:09.613 | +0.821     | 20      |
| 12                                                | 28 | António Félix da Costa | Andretti Formula E Team        | 1:09.742 | +0.950     | 14      |
| 13                                                | 23 | Nick Heidfeld          | Mahindra Racing Formula E Team | 1:09.846 | +1.054     | 12      |
| 14                                                | 4  | Stéphane Sarrazin      | Venturi Formula E Team         | 1:10.140 | +1.348     | 18      |
| 15                                                | 33 | Ma Qing Hua            | Techeetah                      | 1:10.320 | +1.528     | 17      |
| 16                                                | 20 | Mitch Evans            | Panasonic Jaguar Racing        | 1:10.480 | +1.688     | 18      |
| 17                                                | 37 | José María López       | DS Virgin Racing               | 1:10.644 | +1.852     | 17      |
| 18                                                | 7  | Jérôme d'Ambrosio      | Faraday Future Dragon Racing   | 1:10.884 | +2.092     | 17      |
| 19                                                | 6  | Loïc Duval             | Faraday Future Dragon Racing   | 1:11.486 | +2.694     | 7       |
| 20                                                | 47 | Adam Carroll           | Panasonic Jaguar Racing        | 1:11.792 | +3.000     | 18      |

## Clasificación
Todos los horarios corresponden al huso horario local (UTC-3).

### Resultados
| Hora de inicio 12:00 - Hora de finalización 12:36 |     |                        |                                |            |            |    |
| Pos.                                              | N.º | Piloto                 | Equipo                         | Tiempo     | Diferencia | P. |
| 1                                                 | 25  | Jean-Éric Vergne       | Techeetah                      | 1:08.751   | –          | SP |
| 2                                                 | 9   | Sébastien Buemi        | Renault e.Dams                 | 1:09.018   | +0.267     | SP |
| 3                                                 | 11  | Lucas di Grassi        | ABT Schaeffler Audi Sport      | 1:09.084   | +0.333     | SP |
| 4                                                 | 88  | Oliver Turvey          | NextEV NIO                     | 1:09.314   | +0.563     | SP |
| 5                                                 | 3   | Nelson Piquet, Jr.     | NextEV NIO                     | 1:09.383   | +0.632     | SP |
| 6                                                 | 8   | Nicolas Prost          | Renault e.Dams                 | 1:09.442   | +0.691     | 6  |
| 7                                                 | 20  | Mitch Evans            | Panasonic Jaguar Racing        | 1:09.505   | +0.754     | 7  |
| 8                                                 | 19  | Felix Rosenqvist       | Mahindra Racing Formula E Team | 1:09.681   | +0.930     | 8  |
| 9                                                 | 7   | Jérôme d'Ambrosio      | Faraday Future Dragon Racing   | 1:09.697   | +0.946     | 9  |
| 10                                                | 2   | Sam Bird               | DS Virgin Racing               | 1:09.839   | +1.088     | 10 |
| 11                                                | 4   | Stéphane Sarrazin      | Venturi Formula E Team         | 1:10.100   | +1.349     | 11 |
| 12                                                | 23  | Nick Heidfeld          | Mahindra Racing Formula E Team | 1:10.152   | +1.401     | 12 |
| 13                                                | 27  | Robin Frijns           | Andretti Formula E Team        | 1:10.172   | +1.421     | 13 |
| 14                                                | 6   | Loïc Duval             | Faraday Future Dragon Racing   | 1:10.257   | +1.506     | 14 |
| 15                                                | 47  | Adam Carroll           | Panasonic Jaguar Racing        | 1:10.946   | +2.195     | 15 |
| 16                                                | 66  | Daniel Abt             | ABT Schaeffler Audi Sport      | 1:13.284   | +4.533     | 16 |
| 17                                                | 28  | António Félix da Costa | Andretti Formula E Team        | 1:13.326   | +4.575     | 17 |
| 18                                                | 5   | Maro Engel             | Venturi Formula E Team         | Sin tiempo |            | 18 |
| 19                                                | 33  | Ma Qing Hua            | Techeetah                      | Sin tiempo |            | 19 |
| 20                                                | 37  | José María López       | DS Virgin Racing               | Sin tiempo |            | 20 |

Notas:
1. ↑  «Formula E brings national hero home for 2017 Buenos Aires ePrix – Formula E». www.fiaformulae.com (en inglés). Archivado desde el original el 2 de noviembre de 2016. Consultado el 1 de noviembre de 2016.
2. ↑  «Buemi becomes hat-trick hero in Buenos Aires – Formula E». www.fiaformulae.com (en inglés). Consultado el 19 de febrero de 2017.
3. 1 2 3  «Race Results – Formula E». www.fiaformulae.com (en inglés). Archivado desde el original el 12 de septiembre de 2017. Consultado el 18 de febrero de 2017.
4. 1 2 3 4 5  Las primeras 5 posiciones de la parrilla van a ser determinadas por una Super Pole.

### Super Pole
| Hora de inicio 12:45 - Hora de finalización 13:00 |    |                    |                           |          |            |    |
| Pos.                                              | Nº | Piloto             | Equipo                    | Tiempo   | Diferencia | P. |
| 1                                                 | 11 | Lucas di Grassi    | ABT Schaeffler Audi Sport | 1:09.404 | –          | 1  |
| 2                                                 | 25 | Jean-Éric Vergne   | Techeetah                 | 1:09.598 | +0.194     | 2  |
| 3                                                 | 9  | Sébastien Buemi    | Renault e.Dams            | 1:09.825 | +0.421     | 3  |
| 4                                                 | 88 | Oliver Turvey      | NextEV NIO                | 1:10.075 | +0.671     | 4  |
| 5                                                 | 3  | Nelson Piquet, Jr. | NextEV NIO                | 1:11.274 | +1.870     | 5  |

## Carrera
Todos los horarios corresponden al huso horario local (UTC-3).

### Resultados
| Hora de inicio 16:00 |     |                        |                                |       |                 |    |        |
| Pos.                 | N.º | Piloto                 | Equipo                         | Vtas. | Tiempo/Retirado | P. | Puntos |
| 1                    | 9   | Sébastien Buemi        | Renault e.Dams                 | 37    | 45:45.623       | 3  | 25     |
| 2                    | 25  | Jean-Éric Vergne       | Techeetah                      | 37    | +2.996          | 2  | 18     |
| 3                    | 11  | Lucas di Grassi        | ABT Schaeffler Audi Sport      | 37    | +6.921          | 1  | 18     |
| 4                    | 8   | Nicolas Prost          | Renault e.Dams                 | 37    | +8.065          | 6  | 12     |
| 5                    | 3   | Nelson Piquet, Jr.     | NextEV NIO                     | 37    | +9.770          | 5  | 10     |
| 6                    | 6   | Loïc Duval             | Faraday Future Dragon Racing   | 37    | +35.103         | 14 | 8      |
| 7                    | 66  | Daniel Abt             | ABT Schaeffler Audi Sport      | 37    | +35.801         | 16 | 6      |
| 8                    | 7   | Jérôme d'Ambrosio      | Faraday Future Dragon Racing   | 37    | +36.335         | 9  | 4      |
| 9                    | 88  | Oliver Turvey          | NextEV NIO                     | 37    | +37.111         | 4  | 2      |
| 10                   | 37  | José María López       | DS Virgin Racing               | 37    | +38.206         | 20 | 1      |
| 11                   | 28  | António Félix da Costa | Andretti Formula E Team        | 37    | +43.740         | 17 |        |
| 12                   | 4   | Stéphane Sarrazin      | Venturi Formula E Team         | 37    | +44.243         | 11 |        |
| 13                   | 20  | Mitch Evans            | Panasonic Jaguar Racing        | 37    | +44.918         | 7  |        |
| 14                   | 27  | Robin Frijns           | Andretti Formula E Team        | 37    | +49.683         | 13 |        |
| 15                   | 23  | Nick Heidfeld          | Mahindra Racing Formula E Team | 37    | +51.456         | 12 |        |
| 16                   | 33  | Ma Qing Hua            | Techeetah                      | 36    | +1 vuelta       | 19 |        |
| 17                   | 47  | Adam Carroll           | Panasonic Jaguar Racing        | 36    | +1 vuelta       | 15 |        |
| 18                   | 19  | Felix Rosenqvist       | Mahindra Racing Formula E Team | 34    | +3 vueltas      | 8  | 1      |
| Ret                  | 5   | Maro Engel             | Venturi Formula E Team         | 26    | No terminó      | 18 |        |
| Ret                  | 2   | Sam Bird               | DS Virgin Racing               | 20    | No terminó      | 10 |        |

Notas:
1. 1 2
2. ↑  Tres puntos adicionales para el que marco la pole position. (Lucas di Grassi)
3. ↑  Un punto adicional para el que marco la vuelta rápida en carrera. (Felix Rosenqvist)